# Dimos Fournoi Korseon
Dimos Fournoi Korseon (Fournoi Korseon) är en kommun i Grekland.   Den ligger i prefekturen Nomós Sámou och regionen Nordegeiska öarna, i den östra delen av landet, 250 km öster om huvudstaden Aten. Antalet invånare är 1 487. Arean är 45 kvadratkilometer.
Terrängen i Dimos Fournoi Korseon är kuperad åt nordost, men västerut är den platt.